# Papagaio-do-mar (culinária)

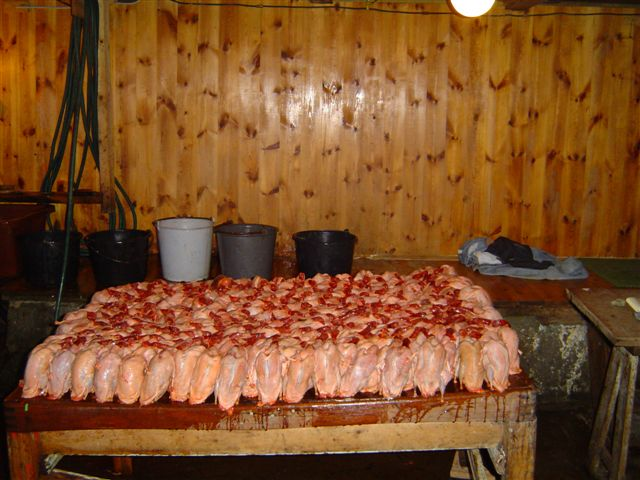
Papagaios-do-mar crus, numa cozinha em Stóra Dímun

Papagaio-do-mar (ou lundi, em língua feroesa) é um elemento típico da culinária das Ilhas Faroés. É particularmente popular na ilha de Mykines.
Existem milhões de papagaios-do-mar no arquipélago, sendo legal caçá-los no Outono. Constituem um dos pratos nacionais das Ilhas Faroés, fazendo parte da cultura de caça em todo o território. A sua carne é melhor fresca, tendo sido também consumida seca, no passado, para que se pudesse conservar durante o Inverno.
Existem diversas formas de preparar o papagaio-do-mar. Uma delas é designada por Fyltur lundi (papagaio-do-mar recheado), sendo a ave recheada com uma massa composta por passas, farinha, açúcar e fermento. A massa é, por vezes, designada como julekagesdej (significando massa de bolo de Natal, em dinamarquês). É usado papagaio-do-mar fresco, apesar de no passado se ter usado também salgado. Depois de recheado, o papagaio-do-mar é cozido, para que o recheio não saia, e vai a assar. É servido com batatas.